# Lee Tunnel
Der Lee Tunnel ist ein 6,9 Kilometer langer Stauraumkanal im Osten von London. Mit einem Durchmesser von 7,2 Meter verläuft er in bis zu 80 Meter Tiefe unter dem Stadtteil London Borough of Newham vom Pumpwerk Abbey Mills zur Großkläranlage in Beckton am Nordufer der Themse. Sein Bau ist der erste Teil des Großprojekts Thames Tideway zur Reinhaltung der Themse. Bauherr und Betreiber ist Thames Water, das private Wasserversorgungsunternehmen für den Großraum London.

## Namensgebung
Den Namen hat der neue Sammelkanal vom River Lee, der aus dem Norden kommend östlich der Innenstadt am Neuen Olympiastadion vorbei zur Themse fließt. Unterhalb von Abbey Mills an den Bow Locks ändert der kleine Fluss seinen Namen in Bow Creek. Kurz davor mündet der Channelsea River mit dem Abbey Creek, der bisher das abgeschlagene Abwasser vom Pumpwerk Abbey Mills aufnehmen musste.

## Hintergrund

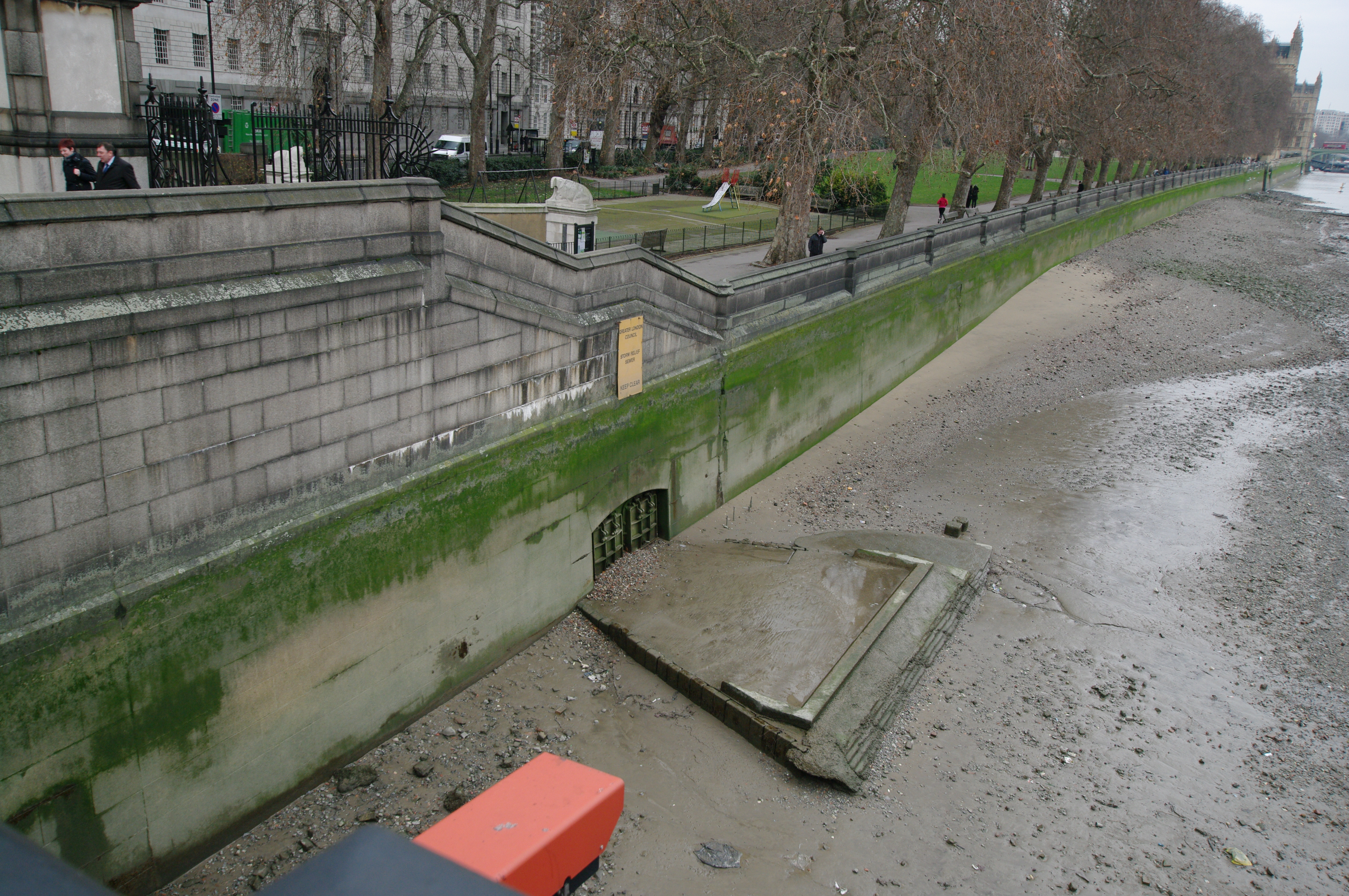
Abschlag in die Themse an der Lambeth Bridge

Joseph Bazalgette, der Konstrukteur des Londoner Abwassernetzes, hatte zur Vermeidung von Überlastung und Rückstau des Mischwassernetzes an relevanten Punkten Überläufe angeordnet. Durch das enorme Wachstum der britischen Hauptstadt in Verbindung mit der Zunahme der Flächenversiegelung wird darüber bei Regenwetter nahezu wöchentlich unbehandeltes Schmutzwasser in die Themse eingeleitet. Dadurch erfolgt eine empfindliche Störung des Ökosystems im Fluss. Wegen der Verletzung von EU-Regeln und der Androhung von Sanktionsmaßnahmen war Thames Water gezwungen, Abhilfe zu schaffen und die regelmäßigen Abschläge abzustellen.
Der Lee Tunnel ist die erste Stufe des dreiteilige Ausbauplans Thames Tideway zur Beseitigung der Missstände. Ziel war die Erfassung des größten Schmutzwasserüberlaufs am Pumpwerk Abbey Mills, der allein für 40 % der Gesamtabwassermenge aller Abschläge im Kanalnetz verantwortlich war. Aus 13 großen Öffnungen am Abbey Creek konnte bei Regen das Abwasser unbehandelt in den River Lee entlastet werden und verschmutzte damit die Themse. Bei 50–60 registrierten Entlastungen im Jahr wurden durchschnittlich 16 Millionen m³ jedes Jahr eingeleitet. Umgerechnet sind dies kontinuierlich 500 Liter pro Sekunde an jedem Tag.

## Bau des Tunnels
Der Auftrag zum Bau des Lee Tunnels konnte 2010 erteilt werden und startete im gleichen Jahr mit dem Abteufen des Überlaufschachts in Beckton. Der Schacht liegt in Ufernähe der Themse und kann im Bedarfsfall zum Fluss hin entlasten. Nach Erreichen der Endtiefe erfolgte das Einsetzen der Tunnelbohrmaschine (TBM) von der Firma Herrenknecht, die den Namen Busy Lizzy erhalten hatte. Der Beginn des Vortriebs war im März 2012 und verlief zunächst im Bogen unter der Kläranlage bis in die Nähe des Einlaufbauwerks, wo der neu zu bauende Verbindungsschacht liegt. Anschließend fuhr die Maschine mit bis zu 54 Meter pro Tag den Rest des Tunnels bis nach Abbey Mills auf und erreichte dort im Januar 2014 den neuen Schacht G.
Die 120 Meter lange TBM hatte einen Außendurchmesser von 8,88 m und einen Schneidkopf von sieben Meter Durchmesser. Damit wurde im Betongleitschalverfahren die Tunnelaußenschale aus faserverstärktem Betonguss hergestellt. Für die Tübbinge der Innenverkleidung kamen Fertigteile aus faserverstärktem Beton zum Einsatz, die dem Tunnel einen Innendurchmesser von 7,20 m verleihen. Insgesamt bietet der Lee Tunnel ein Stauraumvolumen von 350.000 m³.

## Anschluss Abbey Mills

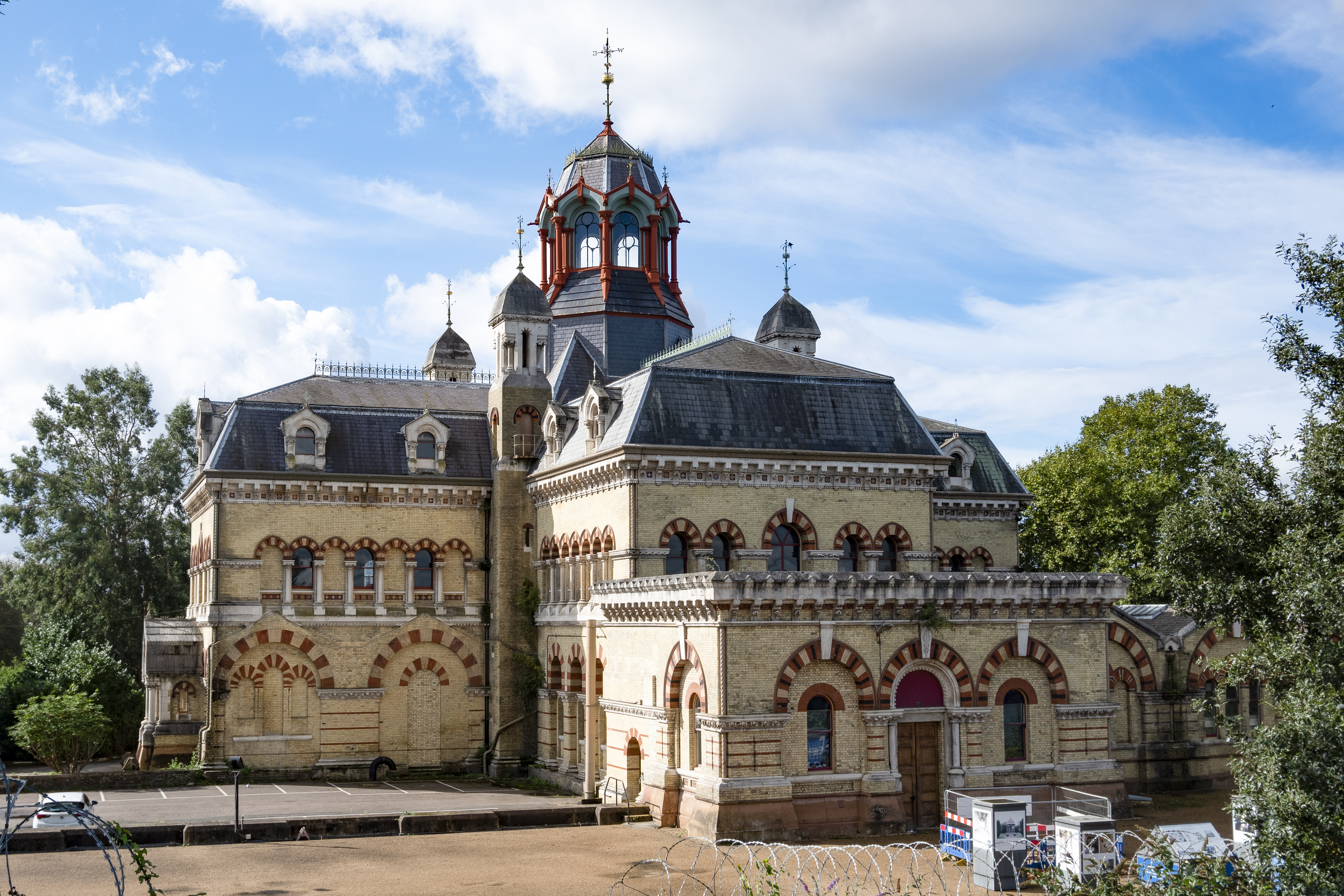
Viktorianische Pumpstation Abbey Mills

Das Pumpwerk Abbey Mills besteht seit 1997 aus den Stationen A und F, wobei die ältere Station A nur noch auf Standby betrieben wird. Im Normalfall wird das Abwasser in den Nördlichen Ableitungskanal gefördert, der zur Kläranlage in Beckton führt. Bei heftigen Regenfällen und Überlastung des Ableitungskanals wurde bisher das Wasser über den Abschlag in den Abbey Creek geleitet. Mit Fertigstellung des Lee Tunnels konnte der Abschlag stillgelegt werden und das Wasser wird stattdessen in den neu gebauten Fallschacht G umgeleitet.
Zukünftig wird der Lee Tunnel die Fortsetzung des Thames Tideway Tunnels sein, der in den gleichen Abmessungen gebaut wird. Der Haupttunnel ist für die Aufnahme von weiteren 34 Abschläge des Londoner Kanalnetzes vorgesehen und erreicht mit Schacht F in 66 Meter Tiefe seinen Endpunkt bei Abbey Mills. Dieser war mit dem Innendurchmesser von 20 Meter der Einsatzpunkt für eine der sechs TBM zum Bau des 25 km langen Stauraumkanals. Den Anschluss zum Schacht G und den Lee Tunnel stellt eine kurze Verbindungsleitung her.

## Anschluss Kläranlage Beckton
Der Gesamtabwasserstrom aus den Regenüberläufen gelangt durch den Lee Tunnel bis an die Großkläranlage Beckton Sewage Treatment Works. Die Anlage reinigt schon das Abwasser aus den nördlichen Stadtteilen, die der Anlage über den Nördlichen Ableitungskanal zufließen. Trotz der Steigerung der Einwohnerzahlen war die Anlage seit den 1970er Jahren nicht mehr entscheidend erweitert worden und arbeitete schon länger an seiner Kapazitätsgrenze.  Die aus den Abschlägen zusätzlich zufließenden Abwassermengen machten eine Erweiterung der Kläranlage unumgänglich. Der Ausbau in Beckton um 60 % war eine weitere Maßnahme im Projekt Thames Tideway und machte die Anlage zur größten Kläranlage in Europa.
Der Anschluss des Lee Tunnels an die Kläranlage Beckton erfolgt über den Verbindungsschacht, der den Abwasserstrom direkt zur Tideway Pumping Station überleitet. Mit einem Durchmesser von 38 Meter ist dieser Pumpenschacht das 'Herz' der Hebeanlage. Eine senkrechte Wand teilt den Schacht in zwei Hälften, die jede für sich autark den Pumpbetrieb leisten kann, wodurch bei Ausfall einer Hälfte die Pumpstation immer aktionsfähig bleibt. In jeder Hälfte sind drei KSB-Pumpen installiert, von denen jede maximal 3 m³ pro Sekunde fördern kann. Über eine Förderhöhe von 88 Meter können darüber insgesamt bis zu 12 m³ Abwasser pro Sekunde aus dem Lee Tunnel in die Kläranlage gehoben werden. Die Pumpenlaufräder aus Edelstahl haben einen Durchmesser von 2200 Millimeter und ein Spaltmaß von 400 mm, um auch größere Feststoffbestandteile durchzulassen.
Jede Pumpe ist über eine Welle aus Carbon mit dem 3,4 MW Elektromotor von Siemens verbunden, der über einen Frequenzumrichter bis zu 333 Umdrehungen pro Minute erzeugt. Die 30 Tonnen schweren Vertikalmotoren, die speziell für Pumpenanwendungen konstruiert sind, lagern im Motorenraum oberhalb des Pumpensumpfs. Sie erzeugen im Betrieb eine Abwärme von rund 100 kW und besitzen daher eine Wasserkühlung. Als Sonderlösung läuft beim Leetunnel der geschlossene Kühlkreislauf über die Abwasser führenden Edelstahl-Steigleitungen von einem Meter Durchmesser. In 41 Meter Höhe über dem Schachtboden sind in den sechs Rohrleitungen neben den Durchflussmessern die Dehnungskompensatoren eingebaut, die bis zu 80 mm Ausdehnung zulassen.
Beide Schachthälften besitzen unabhängig voneinander eigene Frischluft- und Abluftsysteme für die jeweils zwei Bereiche von Hauptschacht und Zugangsschacht. Der Zugangsschacht beherbergt den Treppenkern und den Aufzug und ist somit der sichere Bereich im Notfall. Die Ventilatoren erlauben im Normalbetrieb einen zweifachen Luftwechsel pro Stunde, der auf den Faktor 4 gesteigert wird, wenn:
- Gasalarm (schädliche Gasbildung oder Sauerstoffmangel) ausgelöst wurde
- die Hauptmotoren laufen
- eine Person den Schacht betritt.

Zwei weitere Pumpen mit Leistung von 500 l/s sorgen für die Restentleerung des Saugtunnels und des Pumpensumpfs. Alle Schächte sind aus Gründen der Wasserdichtigkeit doppelwandig ausgeführt. Der Endpunkt des Lee Tunnels am Überlaufschacht liegt in 74,5 m Tiefe. Der Schacht wurde im Schutz einer 90 m tiefen Schlitzwand errichtet, um die 4,5 m dicke Sohlplatte zu betonieren. Der Verbindungsschacht hat eine Sohltiefe von 78,5 Meter und einen Durchmesser von 25 Meter.
| Tabelle der Schächte am Lee Tunnel |                |                    |             |           |
| Tunnel                             | Ort            | Schacht            | Durchmesser | Sohltiefe |
| Thames Tideway                     | PW Abbey Mills | Schacht F          | 20 m        | 66 m      |
| Lee                                | PW Abbey Mills | Schacht G          | 25 m        | 68 m      |
| Lee                                | Beckton STW    | Verbindungsschacht | 25 m        | 78,5 m    |
| Lee                                | Beckton STW    | Überlaufschacht    | 20 m        | 74,5 m    |
| Lee                                | Beckton STW    | Pumpenschacht      | 38 m        | 86,5 m    |

## Eröffnung
Nach Abschluss aller Ausbau- und Anschlussarbeiten konnte der Lee Tunnel im Januar 2016 vom Londoner Bürgermeister Boris Johnson in Betrieb genommen werden.